# 柿崎站
柿崎站（日语：／ Kakizaki eki */?）是東日本旅客鐵道（JR東日本）信越本線的鐵路車站，位於日本新潟縣上越市柿崎區柿崎。

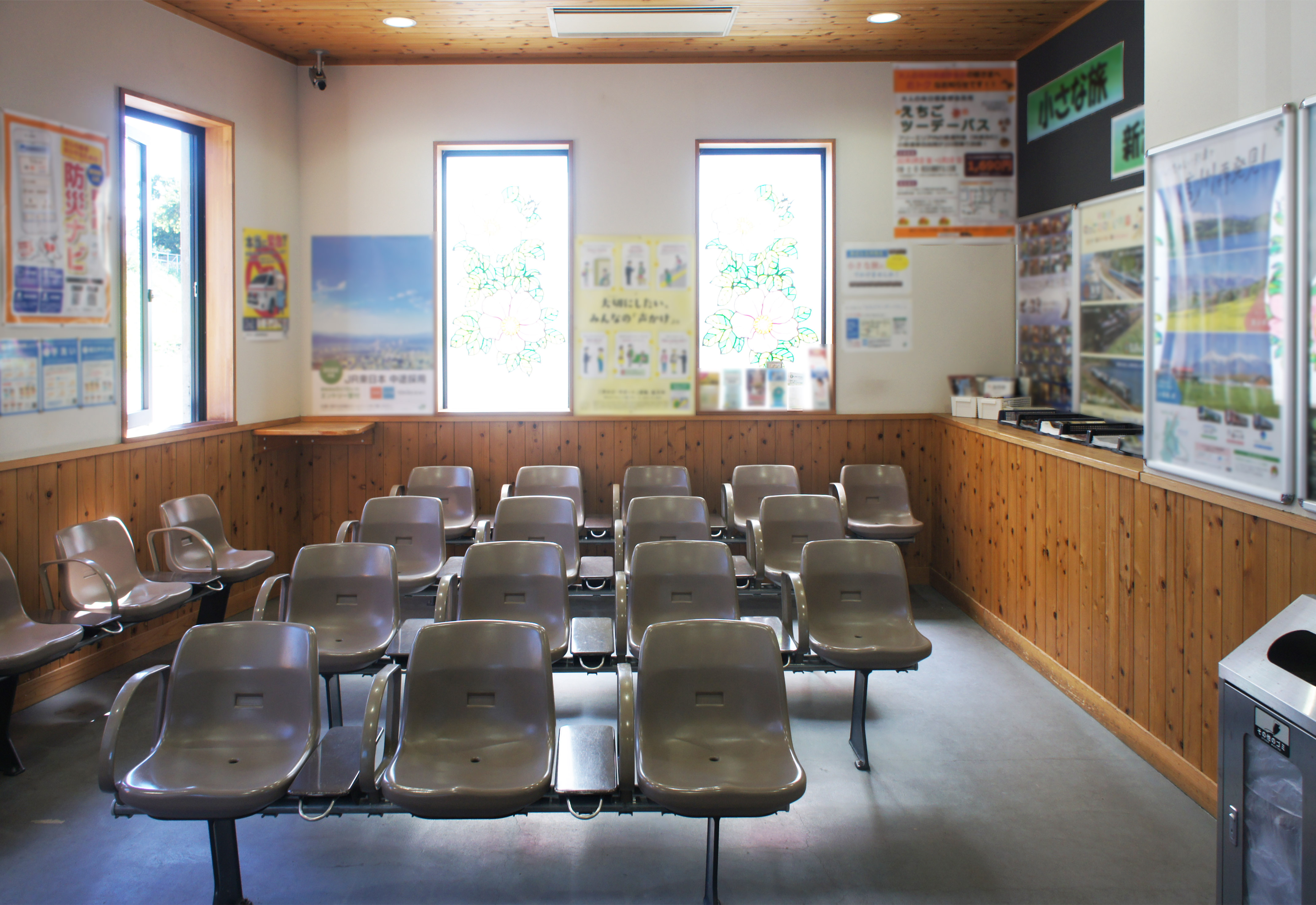
車站內部(2021年9月)

## 歷史
- 1897年（明治30年）5月13日：開業，為北越鐵道的一個車站。
- 1907年（明治40年）8月1日：成為鐵道省的一個車站。
- 1949年（昭和24年）6月1日：成為日本國有鐵道的一個車站。
- 1987年（昭和62年）4月1日：國鐵分割民營化，成為東日本旅客鐵道的一個車站。
- 2008年（平成20年）9月26日：新站房竣工。

## 車站結構

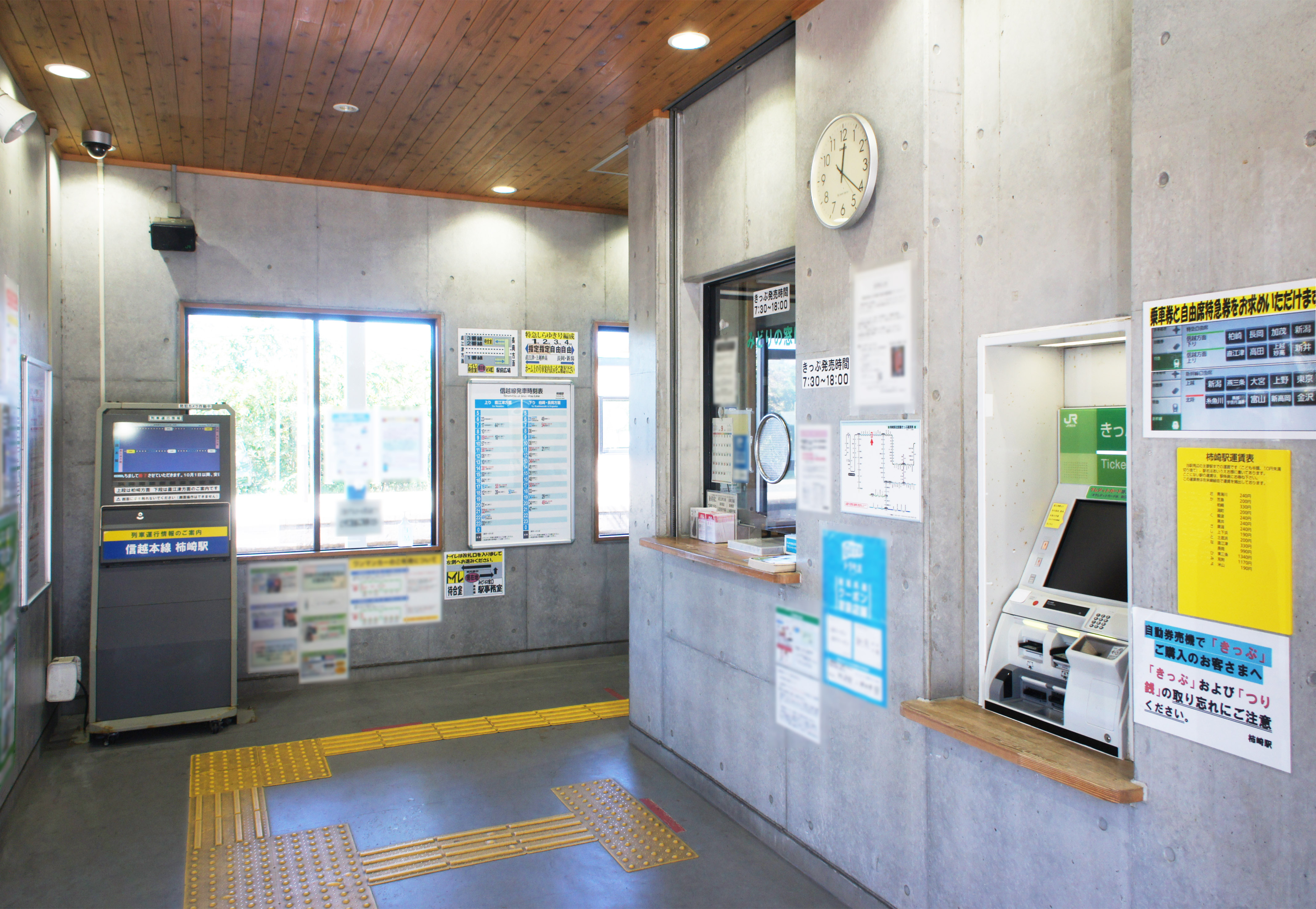
驗票口(2021年9月)

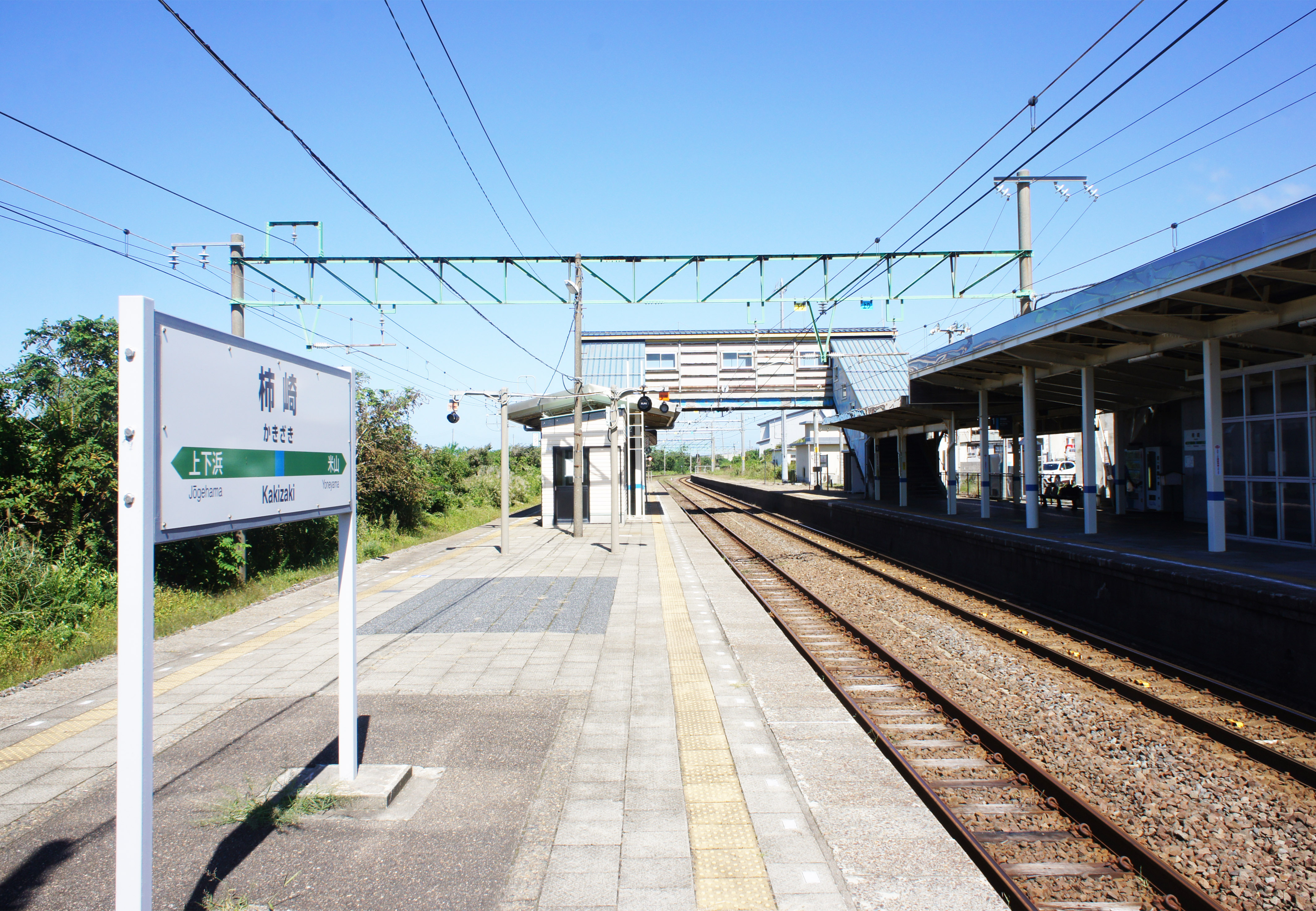
月台(2021年9月)

本站為側式月台1面1線和島式月台1面2線的地面車站，設有自動售票機和驗票閘門。

### 月台配置
| 股道 | 路線      | 方向 | 目的地                                                                         | 備註     |
| ---- | --------- | ---- | ------------------------------------------------------------------------------ | -------- |
| 1    | ■信越本線 | 上行 | 直江津方面 ■妙高躍馬線直通 上越妙高・妙高高原方面 ■日本海翡翠線直通 糸魚川方面 |          |
| 2    | ■信越本線 | 上行 | 直江津方面 ■妙高躍馬線直通 妙高高原方面                                        | 当站折返 |
| 2    | ■信越本線 | 下行 | 長岡方面                                                                       |          |
| 3    | ■信越本線 | 下行 | 長岡・新潟方面                                                                 |          |

## 车站周边
新潟縣道119号柿崎停車場線
- 柿崎郵政局
- 上越信用金庫柿崎支店
- 第四銀行柿崎支店
- 頸北觀光巴士株式會社本社
- 柿崎中央海水浴場

新潟縣道129号犀潟柿崎線
- 新潟縣立久比岐高等學校

新潟縣道25号柿崎小國線
- 新潟縣立柿崎醫院
- 上越市 柿崎區綜合事務所（旧柿崎町役場）
- 上越市立柿崎小學

国道8号
- 上越市立柿崎中學
- 上越警察署 柿崎幹部交番
- 新潟縣運轉免許中心上越支所

## 相鄰車站
東日本旅客鐵道（JR東日本）
■信越本線
■普通
潟町－上下濱－柿崎